# Црква Свете Тројице у Клисури
Црква Свете Тројице у Клисури, насељеном месту на територији општине Сурдулица, православни је храм који припада Епархији врањској Српске православне цркве.
Црква посвећена Светој Тројици саграђена је 1837. године, у време Милоша Обреновића. Није познато ко је и када фрескописао свод, олтар и иконостас, али се зна да је радило неколико мајстора. Фрескопис на своду и осликавање иконостаса радио је један мајстор, док је фрескопис у олтару радио други мајстор. Године 1924. краљ Александар Карађорђевић је храму поклонио три руска звона.
Године 2005. започета је обнова храма. Урађен је нови кров, нова фасада и комплетна столарија. Срушена је дрвена галерија која је претила да ће се урушити. Урађен је нови под и дренажа. Шест камених стубова унутар храма очишћени су од малтера који је већ почео да отпада. Сашивена је завеса за двери, покривач за свети престо и жртвеник. Тиме је храм стављен у богослужбену намену. Од тада надаље у цркви се редовно служи на велике празнике и једном месечно.
Године 2006. године препокривена је бакарним лимом полукружна олтарска апсида.